# Leclercera negros
Leclercera negros är en spindelart som beskrevs av Christa L. Deeleman-Reinhold 1995. Leclercera negros ingår i släktet Leclercera och familjen Ochyroceratidae.
Artens utbredningsområde är Filippinerna. Inga underarter finns listade i Catalogue of Life.